# شورش لایسلر
شورش لایسلر (به انگلیسی: Leisler's Rebellion)

شورش لایسلر شورشی در مستعمره نیویورک در قرن هفدهم میلادی بود ودر آن بازرگان آمریکایی آلمانی و کاپیتان شبه نظامیان ژاکوب لایسلر کنترل قسمت جنوبی مستعمره را به دست گرفت و از سال ۱۶۸۹ تا ۱۶۹ آن را اداره کرد.هنگامی که نیروهای انگلیسی و فرماندار جدید به نیویورک اعزام شدند. او توسط این نیروها دستگیر شد و وی را به خیانت محاکمه و محکوم کردند. او اعدام شد ، این شورش باعث قطبی شدن مستعمره شد ، مستعمره به دو جناح رقیب تقسیم شد ،گروه موافق فرماندار بودند و گروه دیگر که شامل طرفداران لایسلر بودند، از او  به عنوان یک شهید یاد می کردند.